# Copa de Oro
La Copa de Oro ou Copa de Oro Nicolás Leoz était une compétition de football organisée par la CONMEBOL de 1993 à 1996. Elle opposait les vainqueurs de la Copa Libertadores, la Supercopa Sudamericana, la Coupe CONMEBOL et de la Copa Master de Supercopa (Copa Master de CONMEBOL en 1996). La compétition est dominée par les clubs brésiliens. Le club argentin de Boca Juniors est le seul club non-brésilien à avoir atteint la finale.

## Palmarès
| Année | Vainqueur    | Score cumulé         | Finaliste        | Aller        | Retour       |
| ----- | ------------ | -------------------- | ---------------- | ------------ | ------------ |
| 1993  | Boca Juniors | 1 - 0                | Atlético Mineiro | 0 - 0        | 1 - 0        |
| 1995  | Cruzeiro     | 1 - 1 (4 - 1 t.a.b.) | São Paulo FC     | 0 - 1        | 1 - 0        |
| 1996  | Flamengo     | 3 - 1                | São Paulo FC     | Match unique | Match unique |

## Bilans

### Bilan par club
| Club             | Titres | Finales perdues | Années des victoires | Années des finales perdues |
| ---------------- | ------ | --------------- | -------------------- | -------------------------- |
| Boca Juniors     | 1      | 0               | 1993                 |                            |
| Cruzeiro         | 1      | 0               | 1994                 |                            |
| Flamengo         | 1      | 0               | 1996                 |                            |
| São Paulo        | 0      | 2               |                      | 1994, 1996                 |
| Atlético Mineiro | 0      | 1               |                      | 1993                       |

### Bilan par pays
| Pays      | Victoires | Finales perdues | Clubs vainqueurs           | Clubs finalistes                    |
| --------- | --------- | --------------- | -------------------------- | ----------------------------------- |
| Brésil    | 2         | 3               | Cruzeiro (1), Flamengo (1) | São Paulo (2), Atlético Mineiro (1) |
| Argentine | 1         | 0               | Boca Juniors (1)           |                                     |